# Абдрахманов, Абдрашит Хакимович
Абдрашит Хакимович Абдрахманов (20 июня 1946, Алма-Ата, Казахская ССР, СССР — 17 мая 2019, Алма-Ата, Казахстан) — советский, казахский боксёр, тренер и популярный киноактёр, двукратный чемпион СССР по боксу (1970—1971 годы), стал первым казахским боксёром, получившим звание мастера спорта международного класса. Победитель Кубка СССР 1969 года. Победитель международных турниров по боксу в Америке, Европе, Африке. Заслуженный артист Кыргызстана.

## Биография
Родился 20 июня 1946 года в городе Алма-Ата. В 1975 году окончил Казахский государственный институт физической культуры. По национальности уйгур.
Скончался 17 мая 2019 в Алма-Ате.

## Тренерская карьера
Уйдя с ринга, начал тренировать сборную команду Краснознамённого Среднеазиатского военного округа, в то время она занимала 16-е место. Была опробована новая методика тренировок в горах. В результате в сборную СССР вошли сразу шесть боксёров КСВО. Среди учеников Абдрахманова — два чемпиона мира: Орзубек Назаров и Андрей Курнявка и шесть чемпионов Советского Союза. Но, так как совмещать работу тренера и киноактёра в Советском Союзе было нельзя, Абдрахманов отошёл от тренерской деятельности.

## Кинокарьера
В 1969 году был замечен известным казахским режиссёром Шакеном Аймановым и приглашён на роль боксёра в фильм «Белый квадрат». Затем снялся в нескольких фильмах в жанрах: боевик, военный, драма, исторический, комедия, фильм-притча. В 1996 году получил международную премию имени Чингиза Айтматова в городе Люксембург за киноленту «Буранный полустанок».

## Фильмография
- 1970 — Белый квадрат — Куат
- 1979 — Чемпион (фильм, 1979) — Рефери по боксу
- 1986 — Тройной прыжок «Пантеры» — капитан Арас Кадыров, озвучил Виктор Проскурин
- 1987 — Тигр снегов — Ахан
- 1988 — Балкон — майор
- 1988 — Вместе — Юрке
- 1989 — Бейбарс (фильм, 1989) — эпизод
- 1989 — Султан Бейбарс — эпизод
- 1990 — Клещ (фильм, 1990) — Адиль Ахтанов (Клещ), озвучил Валерий Кравченко
- 1991 — Азиат (фильм, 1991) — Рашид
- 1991 — Гибель Отрара — '
- 1995 — Буранный полустанок — '
- 1996 — Ермак — Гедыльбек
- 1998 — Бо Ба Бу — '
- 2003 — Каждый взойдёт на Голгофу — Меченый